# قليل من الحب كثير من العنف (فلم)
قليل من الحب كثير من العنف هو فيلمٌ مصريٌ أُنتج عام 1995.

## قصة الفيلم
تدور أحداث القصة حول المهندس «طلعت» ابن التاجر الثري «مرسي»، يضغط عليه والده للزواج من الفتاة الفقيرة «فاطمة» تلبية لرغبة والده، وذلك بعد أن ترفض فاطمة الزواج من «سيد العتر» الذي يحبها ولكنه فقير ويعمل عند طلعت. يتمرد طلعت على تحكم والده فيطلق فاطمة وينفصل عن العمل مع والده، ويتعرف طلعت على المهندس «يونس» ابن سياسي كبير يعمل في منصب وكيل وزارة، يقرر الزواج من شقيقته ليحقق النفوذ والسلطة والمال.

## معلومات
تاريخ العرض: 2 مارس 1995م، إخراج: رأفت الميهي (مخرج)، علي إدريس (مخرج مساعد)، تأليف: فتحي غانم (قصة)، رأفت الميهي (سيناريو وحوار).
طاقم العمل: ليلى علوي، يونس شلبي، هشام سليم، مخلص البحيري، نجاح الموجي، محمود حميدة.

## وصلات خارجية
- مقالات تستعمل روابط فنية بلا صلة مع ويكي بيانات